# Rio Gozniţa
O Rio Gozniţa é um rio da Romênia, afluente do Gozna, localizado no distrito de Caraş-Severin.